# Зятківці (село)
Зяткі́вці — село (раніше містечко) в Україні, у Гайсинській міській громаді Гайсинського району Вінницької області. Розташоване на обох берегах річки Кіблич (притока Собу) за 14 км на південний схід від міста Гайсин та за 4 км від залізничної станції Зятківці. Населення становить 1 171 особа (станом на 1 січня 2015 р.).

## Історія
Село належить до старовинних поселень Поділля, на його території археологи виявили пам'ятки черняхівської культури (II—IV ст. н. е.).
В середині XVI ст. воно було власністю Брацлавського замку (вперше згадується в опису 1545 p., тоді селом володів поміщик Мишко Мармулинський). У 1590 р. під час турецько-татарського нападу Зятківці дощенту зруйновано. Лише через півтора десятиліття село відродилося.
У 1609 р. воно дісталося Іванові Мелешку, який 1613 р. продав маєток поміщикові Василеві Рогозинському. Близько 1618 року Зятківці перейшли до шляхтича Олександра Пісочинського, який одружився з вдовою Івана Мелешка — Гальшкою з Рогозинських, також виробив собі привілей на Зятківці у короля. Після смерті Гальшки Пісочинський різними способами намагався «притримати» маєток за собою, який мав повернутись до Мелешків та Рогозинських.
Пізніше містечко Зятківці потрапили до графа Мишки-Холоневського. 1774 року село Зятківці знову здобуло статус містечка. Граф Мишка-Холоневський побудував на пагорбі великий цегляний триповерховий палац. Із того часу Зятківці стали постійною резиденцією графів Холоневських — аж до 1917 р. У ХІХ ст. Зятківці ще двічі воскресатимуть: навесні 1830 р. населення вирізане польською шляхтою; згодом зятківчани постраждали від чуми, епідемія якої на початку 1830-х років була поширена на великій території Російської імперії.
7 (20) листопада 1917 року, відповідно до Третього Універсалу Української Центральної Ради, увійшло до складу Української Народної Республіки.
12 червня 2020 року, відповідно до розпорядження Кабінету Міністрів України № 707-р «Про визначення адміністративних центрів та затвердження територій територіальних громад Вінницької області», село увійшло до складу Гайсинської міської територіальної громади.
19 липня 2020 року, в результаті адміністративно-територіальної реформи та ліквідації Гайсинського району (1923—2020), село увійшло до складу новоутвореного Гайсинського району.

## Знищений палац
Цегляний одноповерховий палац у стилі класицизму, на межі XIX i XX століть  Станіславом Холоневським перебудований в асиметричний.
Перед палацом була балюстрада, до входу вели сходи, а в кінці лівого флігеля — двоповерхова будівля з аркадним балконом. Будівля була зруйнована в 1917 році.

## Відомі люди

###### Народилися
- Дмитренко Микола Костянтинович (1956) — український фольклорист, письменник.
- Керанчук Леонід Кирилович (1931—2000) — український будівельник, лауреат Шевченківської премії (1981) за участь у створенні Музею суднобудування і флоту в Миколаєві.
- Танцюра Гнат Трохимович (1901—1962) — український фольклорист, етнограф, краєзнавець і педагог.

###### Поховані
- Явдоха Зуїха (1855—1935) — українська народна співачка.